# Brahui (Volk)

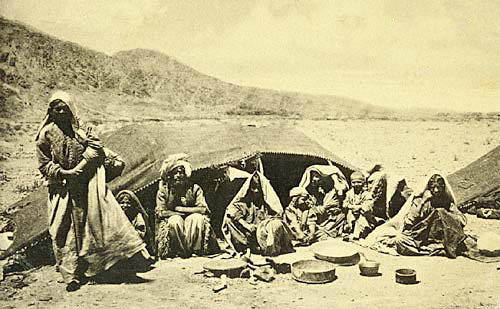
Brahui in Quetta, um 1910

Die Brahui (Brahui: براہوئی) sind eine dravidische Volksgruppe, die überwiegend in der pakistanischen Provinz Belutschistan zu finden ist.

## Geografische Verbreitung

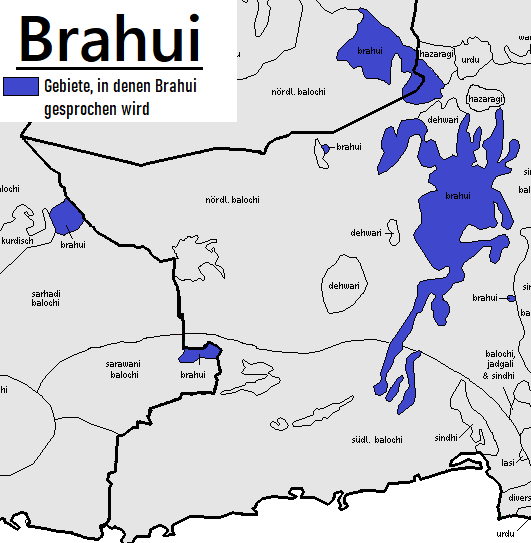
Gebiete, in denen mehrheitlich Brahui gesprochen wird

Die Brahui leben überwiegend in der pakistanischen Provinz Belutschistan südlich der Millionenstadt Quetta, Minderheiten leben auch in anderen Teilen Pakistans, im Iran oder Afghanistan. Durch die starke Auswanderung leben auch in den Golfstaaten und in den westlichen Staaten einige Brahui.
In Pakistan lebten 2004 etwa 2,64 Millionen Brahui, im Iran etwa 22.000.

## Geschichte
Die Herkunft der Brahui ist bis heute nicht ganz geklärt, da die meisten Draviden in Südindien leben. Eine Theorie besagt, dass sie vor der Einwanderung indoiranischer Völker schon in dem Gebiet lebten. So gehen manche Forscher davon aus, dass die Brahui bereits während der Einwanderung der Draviden nach Indien vor 5000 Jahren das Gebiet erreichten. Auch für die Theorie, die Sprache der Völker der frühantiken Indus-Kultur sei dravidisch gewesen, ist das Vorhandensein von Brahui herangezogen worden. Eine andere Theorie besagt, dass sie im Mittelalter aus Zentralindien nach Belutschistan gewandert sind.
Historische Berichte über die Brahuis gibt es erst ab dem 17. Jahrhundert, als sie sich zusammen mit den Belutschen und Dehwari zum Khanat von Kalat zusammenschlossen. Dieser halbselbstständige Staat hatte bis 1955 Bestand.
Der Name Brahui leitet sich von dem saraikischen Wort brāhō, welches Ibrahim bzw. Abraham heißt, ab.

## Sprache
Deren gleichnamige Sprache Brahui ist eine dravidische Sprache, während die benachbarten Sprachen alle indoiranisch sind. Daher gibt es viel Einfluss von indoiranischen Sprachen, insbesondere Belutschisch, auf Brahui.

## Religion
Die meisten Brahui sind heute sunnitisch-muslimisch.